# Ik zal zien
Ik zal zien is een Nederlandse dramafilm uit 2025 geregisseerd door Mercedes Stalenhoef. De film ging op 2 februari 2025 in première tijdens het International Film Festival Rotterdam.

## Verhaal
De film volgt het leven van de levenslustige Lot, wanneer ze een ongeluk krijgt en hierbij blind wordt staat haar wereld plotseling stil. Haar plannen om samen met haar vriendje Casper te gaan reizen, studeren en samenwonen lijken hierdoor in te storten. Lot verzet zich tegen haar nieuwe hulpbehoevendheid en probeert aan haar nieuwe pijnlijke realiteit te ontsnappen door veel te dromen; in haar dromen is ze vrij en kan ze weer zien. Pas wanneer Lot haar nieuwe realiteit accepteert, begint ze weer de grip op haar leven terug te krijgen.

## Rolverdeling
| acteur              | personage                       |
| ------------------- | ------------------------------- |
| Aiko Beemsterboer   | Lot                             |
| Minne Koole         | Micha                           |
| Roman Derwig        | Casper                          |
| Mikky Dijkstra      | Heleen                          |
| Hannah van Lunteren | Anna                            |
| Leonoor Koster      | Katie                           |
| Edward Stelder      | Ed                              |
| Marlies Tjarks      | begeleidster revalidatiecentrum |

## Achtergrond
De film werd geregisseerd door Mercedes Stalenhoef en geproduceerd door Laura Bouwmeester en Rogier Kramer namens productiebedrijf Labyrint Film in samenwerking met NTR. Stalenhoef kwam op het idee voor de film nadat een goede vriend van haar na een motorongeluk blind werd. Het scenario van de film werd geschreven door Britt Snel. De opnamen van de film gingen in april 2023 van start. Hoofdrollen in de film waren weggelegd voor onder anderen Aiko Beemsterboer, Minne Koole, Roman Derwig, Mikky Dijkstra en Hannah van Lunteren.

## Release en ontvangst
Ik zal zien ging op 2 februari 2025 in première tijdens het International Film Festival Rotterdam. Vervolgens werd de film twee maanden later, op 3 april 2025, uitgebracht in de Nederlandse bioscopen. De film werd door recensenten in het algemeen positief ontvangen. Zo schreef FilmTotaal dat de film een absolute verrijking is van het Nederlandse filmlandschap en gaf Trouw de film vier van de vijf sterren. Daarnaast schreef Het Parool dat Aiko Beemsterboer met haar acteerwerk imponeerde.